# Meister der Heiligen Sippe der Ältere

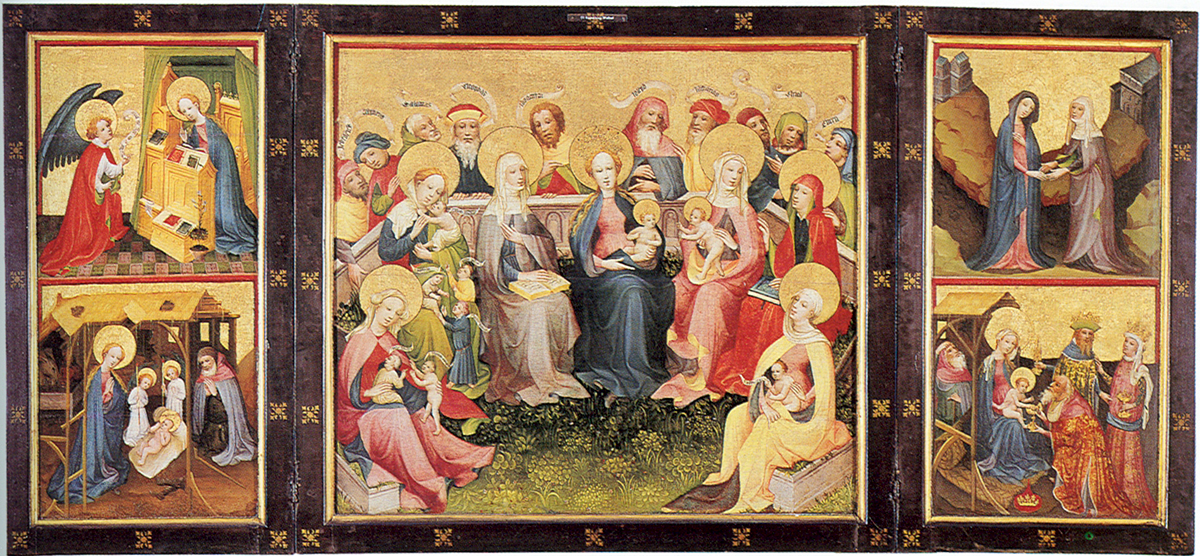
Meister der Heiligen Sippe d. Ä.: Sippenaltar, ca. 1420

Der Ältere Meister der Heiligen Sippe (Meister der Heiligen Sippe d. Ä.) war ein mittelalterlicher Maler, der ungefähr von 1410 bis 1440 in Köln oder Umgebung tätig war. Da sein wahrer Name unbekannt ist, wurde ihm ein Notname gegeben, nach seinem Hauptwerk, einem dreiteiligen Altarbild. Dieses Triptychon zeigt im Mittelteil die Heilige Sippe, also Mutter und Kind Jesus, umgeben von ihren Vorfahren.
Der Meister wird der Ältere genannt, um ihn von einem kurz nach ihm ebenfalls im Köln des Mittelalters tätigen Maler zu unterscheiden, dem sogenannten Jüngeren Meister der Heiligen Sippe (* um 1450, † um 1515, tätig in Köln um 1475–1515/1518), dessen Hauptwerk ebenfalls das Motiv der Heiligen Familie darstellt.

## Die Heilige Sippe des Meisters
Der Stammbaum Jesu als Wurzel Jesse war ein beliebtes mittelalterliches Motiv. Das daraus abgeleitete Bild des Älteren Meisters der Heiligen Sippe ist in seiner Art eine der frühesten Darstellungen einer Heiligen Familie. Es hebt die sonst vor allem in frühmittelalterlicher Ikonografie übliche Beschränkung der Personen auf zentrale, fast statische Figuren auf und führt auf engem Raum eine zahlenreiche Gruppe von Menschen in bewegtem Dialog zusammen – in einem lebhaften „Familientreffen“ im Garten”.

## Malweise und Werkstatt
Die Malweise des Älteren Meisters der Heiligen Sippe wird als Weicher Stil bezeichnet, wie er ab 1400 von Kölner Malern wie dem Meister der Veronika benutzt wurde. Der Stil offenbart sich unter anderem in der Darstellung einer Mutter-Kind-Beziehung und zeigt die besondere Verehrung der Gottesmutter und Madonna seiner Zeit.
Es wird angenommen, dass der Ältere Meister der Heiligen Sippe in Köln eine größere Werkstatt betrieb, deren Mitarbeiter von seinem Stil und dem von anderen oberrheinischen Meistern beeinflusst wurden. Als ein Mitarbeiter gilt der Meister der Darmstädter Passion.

## Werke
- Marientriptychon, Berlin, Gemäldegalerie Inv. Nr. 238
- Sippenaltar, Köln, Wallraf-Richartz-Museum & Fondation Corboud, WRM 59
- Flügelaltärchen, Darmstadt, Hessisches Landesmuseum Inv. Nr. 23
- Schmerzensmann, Sammlung Heinz Kisters[6]